# Michael Marx (Arabist)

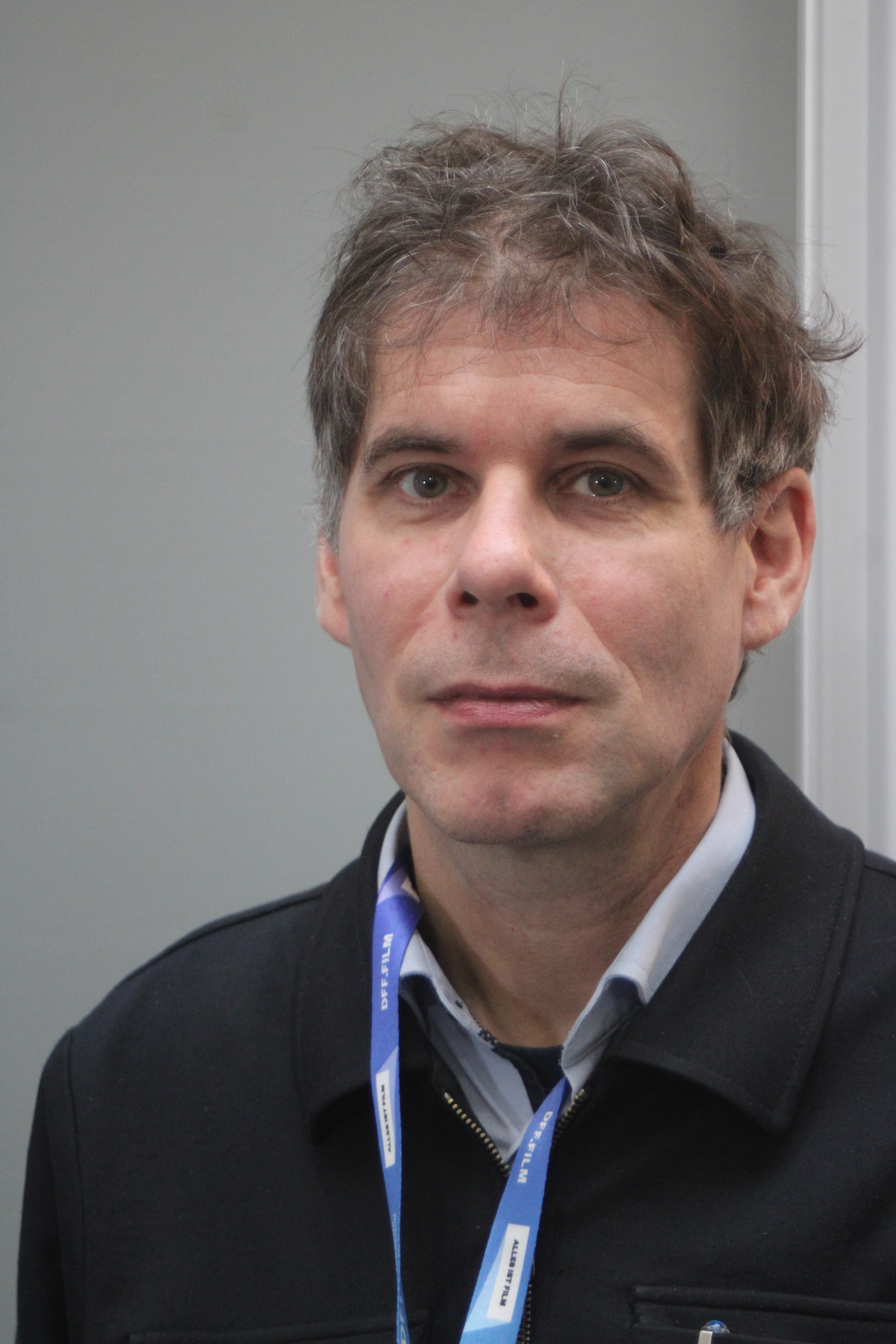
Michael Marx auf der Konferenz "Zukunft gestalten" 2022

Michael Josef Marx (* 1971 in Trier) ist ein deutscher Arabist und Koranforscher.

## Leben
Nach dem Abitur am Friedrich-Wilhelm-Gymnasium 1990 und dem Zivildienst 1990/1991 studierte Michael Marx Arabistik/Islamwissenschaft, Semitistik und Allgemeine Sprachwissenschaft an der FU Berlin (1992–1994), Études Arabes am Institut national des langues et civilisations orientales in Paris (1994–1996), an der Rheinischen Friedrich-Wilhelms-Universität (1997–2001) und der Universität Teheran (1999/2000). Er war Stipendiat der Studienstiftung des deutschen Volkes. Daneben arbeitete er 1998–2002 als Übersetzer und Berater für Unternehmen, Institutionen und NGO zum Thema Naher Osten, Russland und islamische Welt. 2003–2006 war er Wissenschaftlicher Mitarbeiter am Seminar für Semitistik und Arabistik der FU Berlin und dort mit Angelika Neuwirth und Nicolai Sinai am Aufbau des Forschungsvorhabens Corpus Coranicum beteiligt, dessen Leiter an der Arbeitsstelle der Berlin-Brandenburgischen Akademie der Wissenschaften er seit 2007 ist.

## Projekte
- Herausgeber der Datenbanken „Manuscripta Coranica“ und „Koranlesarten“ (Variae Lectiones Coranicae); Konzept der Datenbank „Texte aus der Umwelt des Korans“ und Herausgeber (mit N. Sinai, E. Grypeou, D. Kiltz, Y. Kouriyhe und V. Roth).[2]
- mit François Déroche (Collège de France) Projektleitung des deutsch-französischen Forschungsvorhabens „Paleocoran“ (Kanonisierung und Textvarianten des Korans in den Handschriften der Bibliotheca Coranica von Fustat (Alt-Kairo) vom 7.–10. Jahrhundert).[3]
- mit Christian J. Robin (Paris) Koordination des deutsch-französischen Projektes „Coranica“ (2011–2014), gefördert von DFG und Agence nationale de la recherche.[4]

## Publikationen
- Publikationen – Berlin-Brandenburgische Akademie der Wissenschaften. Abgerufen am 31. Mai 2022.